# Igreja Paroquial da Parada

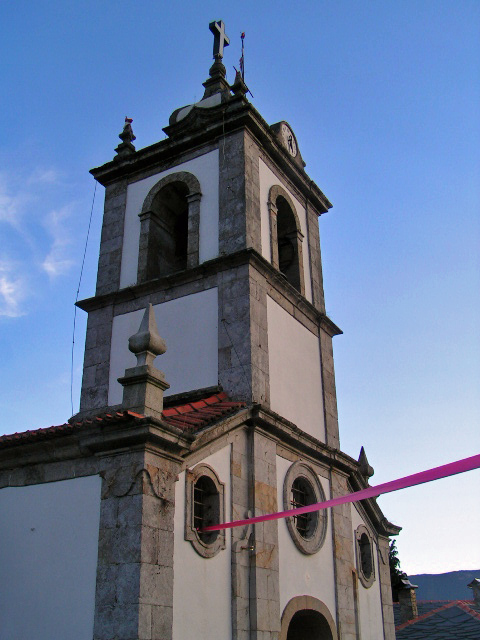
Vista para a Igreja Paroquial da Parada

A Igreja Paroquial da Parada situa-se em Parada de Ester, Município de Castro Daire, Distrito de Viseu, em (Portugal), sendo uma igreja de estilo barroco/maneirista datada do século XVII.
Possui coberturas em caixotões, com santos pintados; o arco triunfal a pleno centro policromado, Coro-alto de madeira policromada com varanda de balaústres, talha barroca dourada e policromada dos retábulos (principal e laterais).
De realçar o pavimento de madeira, com sepulturas numeradas sequencialmente no corpo da nave.
A igreja encontra-se em vias de classificação desde 1999.